# تپه نوده ۲
تپه نوده ۲ مربوط به دوران‌های تاریخی پس از اسلام است و در شهرستان تاکستان، روستای نوده واقع شده و این اثر در تاریخ ۳ بهمن ۱۳۷۹ با شمارهٔ ثبت ۳۰۰۸ به‌عنوان یکی از آثار ملی ایران به ثبت رسیده است.